# Ponziho schéma

1910 Policejní snímek Charlese Ponziho z roku 1910, podle kterého nese schéma své pojmenování

Ponziho schéma označuje podvodné investiční operace, kde investoři svěřují provozovateli fondu peníze za účelem jejich zúročení, avšak provozovatel tyto peníze dále neinvestuje, a namísto toho pouze vyplácí prostředky fondu jen některým investorům. A to většinou těm, kteří investovali dříve. Tento systém může omezeně fungovat, dokud přicházejí noví investoři a prostředky se dají vyplácet ostatním. Když už ve fondu nezbudou žádné peníze na vyplácení, fond zkrachuje a vyplaceni tak jsou jen někteří investoři, zatímco ostatní nedostanou nic. Schéma je pojmenováno podle Charlese Ponziho.
Ponziho schéma bývá často chybně používáno jako synonymum k pyramidové hře, ve skutečnosti je ale maximálně její zvláštní variantou, pokud je vůbec pod tento pojem zahrnováno. Hlavním rozdílem mezi Ponziho schématem a klasickou pyramidovou hrou je, že v pyramidové hře členové musejí hledat nové členy a mají pak provize z jejich vkladu. V Ponziho schématu se o hledání nových investorů stará provozovatel fondu a ten také sám určuje, komu vyplatí peníze. I spekulativní bublina je jistou formou Ponziho schématu.

## Příklady
Organizátorem jednoho z největších takovýchto schémat v historii byl americký podnikatel Bernard Madoff, jenž byl za svoji činnost v roce 2009 odsouzen na 150 let do vězení. 
V Česku podvodně podnikala na principu Ponziho schématu v 90. letech například brněnská společnost Sorrena Invest, jejíž většinový majitel Jiří Kubiš byl v roce 2006 odsouzen k 12 letům vězení.
V kauze kolem společnosti J.O. Investment byl odsouzen Jakub Ortinský a další lidé, kteří podvedli více než 3700 klientů a 160 firem. Z nich vylákali téměř 2,4 miliardy korun. Rozsudek není pravomocný (leden 2025).

## Analogie
Moderní hodnocení vědy se provádí podle ukazatelů jako je impakt faktor (odvozených původně z ekonomických důvodů). Jorge E. Hirsch (viz také Hirschův index) se na příkladu BCS teorie domnívá, že i ve vědě existuje vliv na teorie pracující jako Ponziho schéma.